# 中心镇公堂
中心镇公堂位于中国云南省迪庆藏族自治州香格里拉县（原中甸县）建塘镇（原中心镇），1987年被列为云南省文物保护单位，1996年被列为第四批全国重点文物保护单位。
公堂是藏族祭祀、集会、婚丧的场所。中心镇公堂始建于清雍正二年，后被毁，光绪八年（1882年）重建。中心镇公堂坐北朝南，三重檐歇山顶，檐下使用了斗拱，这些都是汉式建筑风格，而其内部墙壁、梁柱绘有藏传佛教壁画170平方米，具有鲜明的藏式风格。1936年5月，这里还曾作为中国工农红军二、六军团长征时的指挥部，并在此召开了中甸会议。